# Callopistria pulchrilinea
Callopistria pulchrilinea là một loài bướm đêm trong họ Noctuidae.

## Hình ảnh

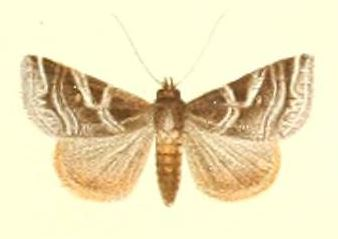